# Tout c'qui nous sépare
Ne doit pas être confondu avec Tout nous sépare.
Tout c'qui nous sépare est une chanson de Jil Caplan, publiée en single en 1991 en France pour l'album La Charmeuse de serpents.

## Développement et composition
La chanson a été écrite, composée et produite par Jay Alanski.

## Liste des pistes
Single CD (1991, Epic 656379 7, France)
1. Tout c'qui nous sépare (4:20)
2. Ta voix (3:58)

## Classements
| Classement (1991) | Meilleure position |
| ----------------- | ------------------ |
| France (SNEP)     | 6                  |